# كوتشك (أذربيجان الغربية)
كوتشك هي قرية في مقاطعة خوي، إيران. عدد سكان هذه القرية هو 215 في سنة 2006.